# Capillipedium spicigerum
Capillipedium spicigerum là một loài thực vật có hoa trong họ Hòa thảo. Loài này được S.T.Blake mô tả khoa học đầu tiên năm 1944.